# Olvera Street
Olvera Street – ulica w najstarszej części Downtown Los Angeles w Kalifornii; jest częścią Los Angeles Plaza Historic District. Wiele zabytków z tej historycznej dzielnicy Los Angeles znajduje się właśnie na Olvera Street, m.in. Avila Adobe (1818), Pelanconi House (1857) i Sepulveda House (1887).
Ulica to zacieniony drzewami deptak, na którym znajdują się sklepy z rękodzielnictwem i restauracje; jest bardzo popularnym miejscem odwiedzanym przez turystów.